# Jan Olov Westerberg
Jan Olov Westerberg, född 27 maj 1961 i Nederkalix församling, är en svensk museiman, för närvarande fastighetsdirektör på Statens fastighetsverk.
Han utbildade sig på kulturvetarlinjen på Umeå universitet. Efter studierna arbetade han på museum i Kalix kommun samt som fornminnesinventerare och informatör på Riksantikvarieämbetet. Han var länsantikvarie i Norrbottens län 1991-97 och miljöansvarig på länsstyrelsen i Norrbottens län 1997-2008. Han var från april 2008 till 2017 överintendent och chef för Naturhistoriska riksmuseet.
2016 invaldes han i Internationella naturvårdsunionen. Från 1 juli 2016 är han styrelseordförande i Ájtte, med ett förordnande till 30 juni 2019.